# Бурнывский сельсовет
Бурнывский сельсовет — территориальная единица, условно выделявшаяся с 1992 года в составе Байкитского района.

## История
1 января 1992 года из Полигусовского сельсовета была выделена Бурненская поселковая администрация.
Законом Эвенкийского автономного округа от 07.10.1997 № 63 была утверждена территориальная единица сельское поселение село (с 2002 года посёлок) Бурный.
В сборнике по результатам переписи 2002 года данная территориальная единица фигурировала как Бурнывский сельсовет.
В 2010 году были приняты Закон об административно-территориальном устройстве и реестр административно-территориальных единиц и территориальных единиц Красноярского края, согласно которым село Мирюга непосредственно вошло в состав Эвенкийского района как административно-территориальной единицы с особым статусом.
В ОКАТО сельсовет как объект административно-территориального устройства выделялся до 2011 года.

## Состав
| № | Населённый пункт | Тип населённого пункта          | Население |
| - | ---------------- | ------------------------------- | --------- |
| 1 | Бурный           | посёлок, административный центр | ↗199      |